# 5. Internationale Sechstagefahrt
Die 5. Internationale Sechstagefahrt fand vom 6. bis zum 12. August 1923 in Schweden und Norwegen statt.
Nach der Schweizer Motorradverband zweimal in Folge die Internationale Sechstagefahrt ausgetragen hatte, verzichtete er auf das erneute Austragungsrecht. Stattdessen wurde vorgeschlagen, dass der schwedische und der norwegische Motorradverband den Wettkampf im Jahr 1923 austragen sollten. Es gewann die schwedische Mannschaft, das Ergebnis war jedoch eine Zeitlang umstritten.

## Wettkampf
Durch die ausrichtenden Verbände wurde erklärt, dass die Veranstaltung mit den gleichen Regularien wie in den Vorjahren stattfinden sollte. Zur Vereinfachung der Regeln, sollte auf die Schlussabnahme der Motorräder verzichtet werden. Dieser Vorschlag wurde von der FICM akzeptiert. Die Vorstellung der endgültigen Wettkampf-Regularien verzögerte sich jedoch. Vorläufige Regeln wurden auf dem FICM-Kongress am 16. Juli 1923 diskutiert. Da jedoch keine Vertreter aus Norwegen und Schweden anwesend waren, konnte eine abschließende Klärung nicht erfolgen.
Die endgültigen Regeln für die 5. Internationale Sechstagefahrt enthielten zwei wichtige Änderungen gegenüber den Regularien der vorjährigen Veranstaltungen. So war die Benutzung der vorgegebenen Strecke nicht verbindlich vorgeschrieben. Reparaturen mussten nicht ausschließlich vom Fahrer und einzig mit den mitgeführten Ersatzteilen ausgeführt werden.
Es gingen 82 Fahrer an den Start. 40 Fahrer kamen aus Schweden, 17 aus Norwegen, 13 aus England, 6 aus der Schweiz, 5 aus Dänemark und einer aus Belgien.
Während des Wettkampfes gab es mehrere Proteste der beteiligten Mannschaften. Diese wurden aber alle von der Jury abschlägig beschieden.

### 1. Tag
Die Strecke am ersten Wettkampftag führte von Stockholm nach Rättvik über 365 Kilometer.

### 2. Tag
Am zweiten Tag war die 400 Kilometer lange Strecke zwischen Rättvik und Karlstad zurückzulegen.

### 3. Tag
Am dritten Tag führte die Etappe von Karlstad zur norwegischen Hauptstadt Christiania über 267 Kilometer.

### 4. Tag
Am vierten Tag ging es über 354 Kilometer von Christiania ins schwedische Göteborg.
Am 10. August war in Göteborg ein Ruhetag.

### 5. Tag
Am fünften Tag waren 341 Kilometer zwischen Göteborg und Norrköping zurückzulegen.

### 6. Tag
Am letzten Tag führte die Fahrstrecke von Norrköping nach Stockholm über 249 Kilometer. Der letzte Test war ein Kilometerrennen mit fliegenden Start. Der Norweger Lunde mit einer 1000-cm³-Harley-Davidson war mit 31,3 Sekunden der Schnellste.

## Endergebnis
| Platz | Team | Punkte |
| ----- | --- | ------ |
| 1.    | Schweden Bernhard Malmberg (Husqvarna) Gustav Göthe (Husqvarna) Gunnar Lundgren (Husqvarna)              | 2663   |
| 2.    | Vereinigtes Königreich Bert Kershaw (New Imperial-J.A.P.) Frank Giles (A.J.S.) Tommy de la Hay (Sunbeam) | 1797   |
| 3.    | Schweiz Hans Dinkel (Condor) Edouard Gex (Motosacoche) Francesco Franconi (Motosacoche)                  | 1747   |

Die Einzelwertung der Fahrer ergab folgendes Ergebnis. In der Motorradklasse bis 250 cm³ gewann der Brite Bert Kershaw auf New Imperial-J.A.P. mit 900 Punkte. In der Motorradklasse bis 350 cm³ gewann der Brite Bird auf B.S.A. mit 900 Punkte, vor den beiden Dänen Schmidt (899 Punkte) und Heedegard (896 Punkte) beide auf F.N.
In der Klasse bis 500 cm³ gewann der Norweger Vaumund auf Triumph mit 900 Punkten vor dem Schweden Gustav Göthe auf Husqvarna mit 899 Punkten und dem Norweger Haug auf B.S.A. (898 Punkte). In der 750-cm³-Klasse siegte der Norweger Graff (900 Punkte) vor den beiden Schweden Larsson (898 Punkte) und Stenkil (898 Punkte). Alle waren mit Husqvarna unterwegs. In der 1000-cm³-Klasse wurden fünf Fahrer mit 900 Punkten auf dem ersten Platz gewertet, die Schweden Larsson und Erik Westerberg auf Harley-Davidson, der Schwede Pettersson auf Excelsior und die Norweger Wiger und Vaumund auf Harley-Davidson.
In der 600-cm³-Seitenwagenklasse kamen der Schweizer Souvarian auf Motosacoche und der Brite Peterson auf Dunelt mit 900 Punkten auf den ersten Platz. In der 1000-cm³-Seitenwagenklasse waren der Schweizer Edouard Gex auf Motosacoche und der Schwede F. Westerberg auf Harley-Davidson punktgleich mit 900 Punkten auf dem ersten Platz, dahinter platzierte sich der Brite Ellis auf Matchless.
Alle Fahrer, die mit der Maximalpunktzahl von 900 Punkten den Wettkampf beendeten, erhielten die Goldmedaille.
Die Markenwertung gewann Harley-Davidson mit der Maximalpunktzahl von 2700 Punkten vor Husqvarna IV (2689 Punkte), Husqvarna II (2688 Punkte), F.N. (2685 Punkte), A.J.S. (2676 Punkte) und Motosacoche (2647 Punkte).
Die Clubwertung gewann der S.M.C.K. mit 2690 Punkten vor dem Kopenhagen M. C. (2685 Punkte), dem Norsk M.C. (2683 Punkte) und dem M C. Stockholm (2673 Punkte).

## Nachspiel
Der Schweizer FICM-Vize-Präsident Jules Neher berichtete zum Verbandskongress am 4. Dezember 1923 über verschiedene beobachtete Unregelmäßigkeiten während der Sechstagefahrt. Zum einen nahm er Bezug auf die durchgeführten Regeländerungen, die seiner Meinung nach den Anspruch an den Wettbewerb nicht gerecht würden. Weiterhin berichtete er über verschiedene Regelverletzungen. Dies hätte zusammengefasst zu einer unzulässigen Bevorzugung der schwedischen Siegermannschaft geführt. Aus diesem Grunde beantragte er die Nichtanerkennung der Ergebnisse der 5. Internationalen Sechstagefahrt sowie die Rückgabe des Pokals an den Weltverband. Außerdem forderte er, dass die Regeln in Zukunft allein durch den FICM aufgestellt werden und durch eine international besetzte Jury überwacht werden.
Der FICM-Sekretär Thomas Wynn Loughborough der gleichzeitig Leiter der Jury des Sechstagewettbewerbes war, antwortete auf den Vortrag von Jules Neher. Er stellte fest, dass die Regularien zwar Mängel aufwiesen, jedoch von allen Beteiligten akzeptiert wurden. Da kein Vertreter des schwedischen Verbandes anwesend war, konnte von dieser Seite keinerlei Aufklärung bezüglich einzelner Punkte des geänderten Regulativs erfolgen.
Die Delegierten sahen weniger Probleme beim Ergebnis des Wettkampfes, sondern eher in der Veränderung grundlegender Regeln, die nicht mehr im Sinne des angestrebten Wettkampfgedankens standen. Somit entschied der Kongress mit sieben Stimmen dafür, einer dagegen und zwei Enthaltungen die Ergebnisse der 5. Sechstagefahrt nicht anzuerkennen.
Im folgenden Jahr beim FICM-Kongress am 7. Oktober 1924 wurde das Thema erneut aufgegriffen, nach dem der schwedische und der norwegische Verband ausführlich auf die Vorwürfe von Jules Neher geantwortet hatten. Insbesondere wurde ausgeführt, dass die Regeländerungen zu keiner Bevorzugung der Heimmannschaft geführt hätten. Dem Vorwurf, durch die nicht Festschreibung der Fahrtroute wären einheimische Fahrer übervorteilt, da sie bessere oder kürzere Strecken nutzen könnten, wurde erwidert, dass zwischen zwei vorgegebenen Kontrollpunkten in der Regel nur eine befahrbare Straße vorhanden sei. Bezüglich Reparaturen mit fremder Hilfe und fremden Mitteln wurde erwidert, dass dafür keine Beweise vorhanden sind. Insgesamt wurden nur vier Proteste bezüglich der vom Schweizer Verband vorgebrachten Regelverletzungen vorgebracht. Diese wurden alle abgewiesen. Eine zulässige Berufung beim Welt-Verband erfolgte in keinem der Fälle. Der Verband kam schließlich zum Ergebnis, dass trotz lückenhaften Reglement eine Bevorteilung des schwedischen Teams nicht vorhanden war.
Die Ergebnisse der 5. Internationalen Sechstagefahrt wurden schließlich bestätigt. Die ausrichtenden Verbände wurden jedoch dafür gerügt, nicht alles dafür unternommen zu haben, dass der Wettkampf allen Teilnehmern die gleichen Chancen einräumte. Außerdem führte der Konflikt auch zur Schaffung der „Commission Sportive Internationale“ (CSI), die sich vor allem um die sportlichen und technischen Aspekte der Wettbewerbe des Weltverbandes kümmern sollte.